# Пам'ятник Мігелю де Сервантесу (Мадрид)
Пам'ятник Мігелю де Сервантесу розташований на Площі Іспанії в районі Королівського палацу в Мадриді, Іспанія.

## Історія виникнення
У 1915 році, напередодні трьохсотої річниці смерті Сервантеса, був оголошений національний конкурс на створення пам'ятника великому письменнику. Скульптура була покликана прикрасити собою нещодавно створену Площу Іспанії. Проект, який переміг, був представлений архітектором Рафаелем Мартінесом Сапатерою та скульптором Лоренцо Кулло-Валера. У 1920 році був створений комітет зі збору коштів на зведення пам'ятника по всім іспаномовним країнам. До 1925 року роботи по зведенню монументу не починалися. У позначеному році до роботи над пам'ятником був також залучений архітектор Педро Мугуруса, який трохи спростив зовнішній вигляд статуї, зробив скромнішою прикрасу балюстради та позбувся фігури богині Вікторії, яка вінчає вершину за первісним планом. Хоч роботи і не були закінчені, пам'ятник був відкритий 13 жовтня 1929 року.

## Зовнішній вигляд
Складна композиція пам'ятника включає фігуру Сервантеса, який сидить біля основи стели, та двох бронзових статуй його найвідоміших персонажів: Дон Кіхота Ламанчського та Санчо Панси, які сидять, відповідно, на старій шкапі та віслюку.
Вершину стели прикрашає собою глобус з п'ятьма континентами, як алегорія розповсюдження іспанської мови по всьому світу. Серед інших, помітні статуї Реальності та Вигадки. З іншої сторони колони розташована статуя королеви Ізабелли Португальської та водограй (вкрай старий в теперішній час), прикрашений гербами країн, які використовують мову Сервантеса. Крім того, композиція пам'ятника включає індіанця, подібного описаним  Алонсо де Ерсілья-і-Суньіга у поемі Араукана та Персея, який символізує класичну лірику.
Протягом 30-х років XX століття робота над пам'ятником практично не велася. Лише у 1950-ті роки закінчити почате батьком вдалося сину Лоренцо Кулло-Валера Федеріко Кулло-Валера. Він додав фігури Дульсінеї та, пізніше, у 1960-ті, групу «Рінконете та Кортадільйо».